# 108 Pułk Piechoty Liniowej (Francja)
108 pułk piechoty liniowej – jeden z francuskich pułków piechoty okresu wojen napoleońskich. Wchodził w skład Wielkiej Armii Cesarstwa Francuskiego.

## Działania zbrojne
- 1795: Heidelberg i Mannheim
- 1797: Neuwied
- 1806: Auerstadt i Nasielsk
- 1807: Pruska Iława (Eylau)
- 1813: Hamburg
- 1815: Ligny i Waterloo